# 池田正典
池田 正典（いけだ まさのり）は日本の選曲家、音楽プロデューサー。本名及びMansfield名義や金子巧（Cro-Magnon）とのユニットCoastlinesで活動している。